# Brassaiopsis grushvitzkyi
Brassaiopsis grushvitzkyi är en araliaväxtart som beskrevs av J.Wen, Lowry och T.H.Nguyên. 
Brassaiopsis grushvitzkyi ingår i släktet Brassaiopsis och familjen Araliaceae. Inga underarter finns listade.